# ترومبوز سیاهرگی عمقی
ترومبوز سیاهرگی عمقی (به انگلیسی: Deep vein thrombosis) به معنای تشکیل لخته خونی در دیواره داخلی یک سیاهرگ عمقی است. این اختلال که به DVT معروف است، بیشتر سیاهرگ‌های اندام تحتانی را درگیر می‌کند. ایجاد لخته‌های خونی در مسیر عروق خونی اندام‌ها، باعث اختلال جریان خون شده و در نتیجه منجربه انسداد نسبی یا کامل عروق خونی می‌گردد. اگرچه ترومبوز سیاهرگی (وریدی) عمقی بیشتر در سیاهرگ‌های اندام تحتانی اتفاق می‌افتد، ولی به علت استفاده از کاتترهای ساب کلاوین، وقوع آن در اندام فوقانی نیز در حال افزایش است.
DVT از مشکلاتی است که در بیماران ارتوپدی با شکستگی اندام‌های تحتانی مواجه هستیم چون بیماران اکثراً مسن هستند و تحرک کمی دارند. اگر DVT حرکت کند به آمبولی ریوی تبدیل می‌شود
یکی از مهم‌ترین عوارض احتمالی ترومبوز سیاهرگی عمقی، آمبولی ریوی است که به علت انتقال لخته خونی به دستگاه گردش خون ریوی ایجاد می‌گردد. پیشگیری از آمبولی ریه مهم‌ترین دلیل جهت درمان بیماران مبتلا به ترومبوز سیاهرگی عمقی است، چون ترومبوز در مراحل اولیه ممکن است سست و شکننده بوده و به خوبی به دیواره عروق متصل نباشد. آمبولی ریوی ممکن است منجربه مرگ بیمار گردد. از علایم آمبولی ریه، کوتاه شدن تنفس و درد قفسه سینه‌است که با تنفس عمیق شدت درد افزایش می‌یابد.

## علل
سه عامل اصلی در ایجاد ترومبوز در عروق خونی نقش دارند که توسط ویرشو(Virchow's triad) در سال ۱۸۴۶ مطرح گردید:
- رکود جریان خون[۳]
- افزایش انعقادپذیری[۴]
- ضایعه دیواره رگ[۵]

### عوامل افزایش خطر
مواردی که به عنوان عامل افزایش خطر در ایجاد ترومبوز سیاهرگی عمقی محسوب می‌شوند عبارتنداز:
- پس از اعمال جراحی (به ویژه جراحی‌های ارتوپدی)
- قرار گرفتن در پوزیشن جراحی جک‌نایف
- بی حرکتی
- شکستگی‌ها
- نارسایی احتقانی قلب
- ضربه به سیاهرگ‌ها
- تومورها یا بیماری‌های بدخیم
- حاملگی
- ماه اول پس از زایمان
- استفاده از ضدبارداری‌های خوراکی
- طولانی شدن استراحت مطلق
- وجود کاتتر ورید مرکزی
- سابقه ترومبوز سیاهرگی عمقی
- آمبولی ریوی قبلی
- انعقاد داخل عروقی منتشر (DIC)
- آسیب طناب نخاعی
- سکته مغزی
- نشستن‌های طولانی مدت یا مسافرت طولانی با اتومبیل، اتوبوس، قطار و هواپیما
- مشکل ژنتیکی که باعث ایجاد ترومبوز (لخته خونی) گردد
- گاهی به علت وریدهای واریسی
- افزایش سن
- چاقی
- بیماری بورگر
- بیماری لوپوس اریتماتوی سیستمیک
- داشن بیماری‌های ناتوان کننده
- استفاده از کاتترهای ساب کلاوین
- سپتی سمی
- پلی سیتمی یا اریتروسیتوز (افزایش گلبول‌های قرمز خون)
- ترومبوسیتوز (افزایش پلاکت‌ها)

## علایم و نشانه‌ها
بسیاری افراد با وجود داشتن ترومبوز سیاهرگی عمقی، هیچگونه علامتی ندارند، اما سایرین ممکن است علایم و نشانه‌های زیر را بروز دهند:
- تغییر دما به صورت گرمی و تغییر رنگ پوست به صورت قرمزی در ناحیه
- احتمال خیز محیطی
- درد اندام درگیر که ممکن است مبهم یا شدید باشد
- حساسیت در مسیر سیاهرگ درگیر به هنگام لمس عمیق
- احتمال سیانوز که کمتر دیده می‌شود
- اتساع سیاهرگی سطحی که نادر است.
- احتمال داشتن علایم مربوط به آمبولی ریه
- خستگی و احساس ناخوشی
- تب خفیف

## تشخیص
روش‌های متفاوتی جهت تشخیص ترومبوز سیاهرگی عمقی وجود دارد:
- اولتراسونوگرافی وریدی دوگانه
- اسکن فیبرینوژن ۱۲۵I. اسکن فیبرینوژن بیش از ۹۰ درصد از ترومبوزهای سیاهرگی ماهیچه ساق را شناسایی می‌کند، ولی برای تشخیص ترومبوزهای سیاهرگی فوقانی (پروگزیمال) کمتر اختصاصی است.[۶]
- از طریق حجم سنجی که به دو روش پلتیسموگرافی و فلبورئوگرافی (PRG) انجام می‌شود. در روش اول از الکترودهای پوستی و در روش دوم (PRG) از کاف استفاده می‌گردد.
- ونوگرافی که از طریق تزریق یک ماده حاجب به داخل سیاهرگ سطحی انجام می‌گیرد.
- نشانه هومانس که قابل اطمینان نیست. در این آزمون، زانوی بیمار صاف بوده و پایش به دورسی فلکشن برده می‌شود که طی این عمل ممکن است حساسیت و درد در قسمت پشت ساق پا ایجاد گردد. البته گاهی لمس عمقی ساق پا نیز ایجاد حساسیت و درد می‌کند که ممکن است دلیلی بر ترومبوز سیاهرگی عمقی باشد.

## درمان
درمان ترومبوز سیاهرگی عمقی عبارتنداز:
- استراحت مطلق و عدم تمرین درمانی در این دوره که مدت زمان آن به نظر پزشک متخصص بستگی دارد.
- تجویز داروهای ضد انعقادی
- اندام مبتلا باید بالاتر از سطح قلب قرار گیرد.
- استفاده از جوراب‌های الاستیک
- راه اندازی تدریجی بیمار با توجه به علایم و نشانه‌ها
- رعایت برنامه‌هایی که باعث پیشگیری از بروز مجدد ترومبوز وریدی عمقی می‌گردد.
- تنظیم یک برنامه دارو درمانی جهت تعیین میزان و مدت زمان مصرف دارو پس از دوره حاد
- درمان جراحی. عمل جراحی ممکن است در بیمارانی که تجویز داروهای ضد انعقادی احتمال خونریزی را افزایش می‌دهد یا موارد خاصی از بیماری‌ها صورت گیرد.
- برنامه تغذیه‌ای مناسب

## اصول پیشگیری
پیشگیری از بروز ترومبوز سیاهرگی عمقی مهمتر از درمان پس از ایجاد آن است. مواردی که باید جهت پیشگیری از ایجاد ترومبوز وریدی عمقی در نظر داشت عبارتنداز:
- استفاده از داروهای ضد انعقادی قبل از عمل جراحی (به خصوص در موارد شکستگی‌های اندام تحتانی) و بعد از عمل‌های تعویض مفصل (زانو ویا لگن) موارد بستری خاص طبق نظر متخصص مربوط.
- استفاده از جوراب‌های الاستیک یا کفش مخصوص جهت جلوگیری و کاهش ادم.
- حرکات فعال مچ پا و انگشتان
- بالاتر قراردادن اندام‌ها جهت جلوگیری و کاهش تورم
- پرهیز از بی حرکتی و نشستن‌های طولانی مدت